# Петрукович Михайло Михайлович
Петрукович Михайло Михайлович (нар. в с. Обеч Пружанського району) — український та білоруський громадський діяч, підприємець-будівельник, Член Правління Українського громадсько-культурного об'єднання Берестейської області. Голова «Просвіти Берестейщини ім. Тараса Шевченка». Меценат.
Закінчив Берестейський інженерно-будівельний інститут.
Редактор газети «Берестейський край». За його сприянням видані твори А. Цвида, А. Тетерука, В. Вайнера-Габурди, М. Теличко.
Був спостерігачем на виборах Президента України 2004 року від Світового конґресу українців.

## Нагороди
- орден «За заслуги» ІІІ ступеня (18 серпня 2009) за вагомий особистий внесок у зміцнення міжнародного авторитету України, популяризацію її історичної спадщини і сучасних досягнень та з нагоди 18-ї річниці незалежності України[3]